# Luna 14
Luna 14 (ryska: Луна-14) var en sovjetisk rymdsond i Lunaprogrammet. Rymdsonden sköts upp den 7 april 1968, med en Molnija-M 8K78M raket. Farkosten gick in i omloppsbana runt månen den 10 april 1968. En av flygningens uppgifter var att prova teknik som var tänkt att användas i Sovjets bemannade rymdprogram. 

### Fotnoter
1. ↑  ”NASA Space Science Data Coordinated Archive” (på engelska). NASA. https://nssdc.gsfc.nasa.gov/nmc/spacecraft/display.action?id=1968-027A. Läst 25 mars 2020.